# TV Planegg-Krailling
Der Turnverein Planegg-Krailling von 1907 e. V. ist ein Sportverein der Gemeinden Planegg und Krailling, dessen Volleyball-Frauenmannschaft seit 2018 in der 2. Bundesliga Süd und seit 2025 in der 2. Bundesliga Pro vertreten ist.

## Vereinsgeschichte
22 Männer gründeten am 7. Dezember 1907 den TV Planegg in der Schlosswirtschaft des Ortes. Sie wählten deren Wirt Hans Huber zum ersten Vorsitzenden des Vereins. Nach Anschaffung verschiedener Turngeräte konnte der Sport in einem Nebenraum der Gaststätte ausgeübt werden.
Am 3. Januar 1912 wurde die erste Frauenriege ins Leben gerufen. Zwei Jahre später konnten die Turnerinnen und Turner den von der Gemeinde neuerbauten Schulturnsaal als neues Domizil nutzen. Zwischen dem Ersten und dem Zweiten Weltkrieg wurde unter anderem eine Fußballabteilung gegründet, die sich jedoch nach wenigen Jahren als eigener Sportclub verselbständigte.
Im März 1949 wurde der TV ins Vereinsregister eingetragen. Vier Jahre später gab es zum ersten Mal eine Kleinkinderturnstunde. Zur gleichen Zeit machten auch die Faustballer auf sich aufmerksam. Sie wurden 1965 vor der Bundesligamannschaft des TSV 1860 Münchner Hallenmeister und spielten in den Neunzigerjahren einige Zeit in der Bundesliga.
Zuvor hielten weitere Sportarten Einzug in den Verein. Da gab es die Leichtathleten, von denen Petra Lüer als erste Athletin des Clubs für einen Länderkampf berufen wurde. Zum anderen die Tischtennisspieler, deren Frauenmannschaft 1990 in die Bayernliga aufgestiegen ist. Die Triathleten Thomas Fastner sowie Peter Stallknecht wurden Ironmen und Anita Caspari wurde Ironfrau auf Hawaii. Weiterhin etablierten sich die Handballer, eine Jazztanzgruppe, der Skisport, eine Radsport- und eine Karateabteilung sowie ein Gesundheitssportprogramm im Verein.
Zum ersten Mal in der Vereinschronik wurde Volleyball im Jahr 1984 erwähnt. Der Werdegang dieser Sparte ist untrennbar mit dem Namen Werner Berg verbunden, der am 10. April 2010 zum Ehrenmitglied des TV Planegg-Krailling ernannt wurde. Die Volleyballfrauen stiegen 1989 in die Bayernliga auf. Nach mehreren Jahren in der Regionalliga Südost wurde die Mannschaft 2012 Zweiter dieser Klasse und erhielt dadurch einen Startplatz in der neuen Dritten Liga Ost. Nach mehreren Platzierungen im Mittelfeld erreichten die Frauen 2018 die Vizemeisterschaft in der dritten Liga. Gemeinsam mit Meister TSV Ansbach startete das Team aus dem Würmtal in der folgenden Saison in der Zweiten Bundesliga Süd.

## Volleyballteams
Damen 1
Die erste Frauenmannschaft spielt seit 2018 in der 2. Bundesliga Süd. Das bisher beste Ergebnis konnte in der Saison 22/23 erzielt werden. Auf den dritten Platz mit 17 von 24 gewonnenen Spielen kann zufrieden zurück geblickt werden. Die langjährige Kapitänin Caroline Kohlmeyer verkündete nach dem Abschlussspiel vor den 195 Zuschauern ihren Rückzug aus der Mannschaft wegen des hohen Zeitaufwands.
Damen 2
Die Bundesliga-Reserve setzt sich aus jungen Talenten aus der eigenen Jugendarbeit, Spielerinnen die durch das stimmige Vereinsgefüge zum TV wechseln und ehemaligen Leistungsträgerinnen des ersten Teams zusammen.
Nach dem Aufstieg in die Bayernliga im Jahr 2022, spielte die Mannschaft in der Saison 22/23 oben mit und hatte mit dem zweiten Platz in der Bayernliga Süd einen Relegationsplatz für die Regionalliga sicher. Das entscheidende Spiel verloren die Frauen im fünften Satz, trotz atemberaubender Stimmung in der heimischen Halle des Feodor-Lynen-Gymnasium.
Herren 1
Die Herren der Bezirksliga-West durchlaufen aktuell unter dem Spieletrainerduo Lennart Niemeyer und Kevin Lee einen Professionalisierungsprozess, da das Ziel für die nächste Saison Aufstieg lautet. Zusammengesetzt aus Spielern, die schon lange Zeit hatten, um Erfahrung in der Ballsportart zu sammeln, Talenten aus den eigenen Reihen und Studenten aus ganz Süddeutschland erstrahlt das Team in einem bunten aber exzellenten Glanz.
Sonstige Teams
Insgesamt gehen sechs Frauen- sowie zwei Männermannschaften im Erwachsenenbereich des Bayerischen Volleyball Verbands an den Start. Eine weibliche U20, zwei weibliche und eine männliche U18 sowie mehrere Teams bei den jüngeren Jahrgängen zeigen eine engagierte Jugendarbeit in der Abteilung.

## Weitere Sportangebote
1600 Vereinsmitglieder können sich neben Volleyball in den folgenden acht Abteilungen sportlich betätigen: Aikido / Karate, Ballett, Jazz / Modern Dance, Radsport, Taekwondo, Tennis, Triathlon und Turnen. Darüber hinaus werden Kinder in einer sportartübergreifenden Ballschule vielseitig ausgebildet.